# Ballinasloe

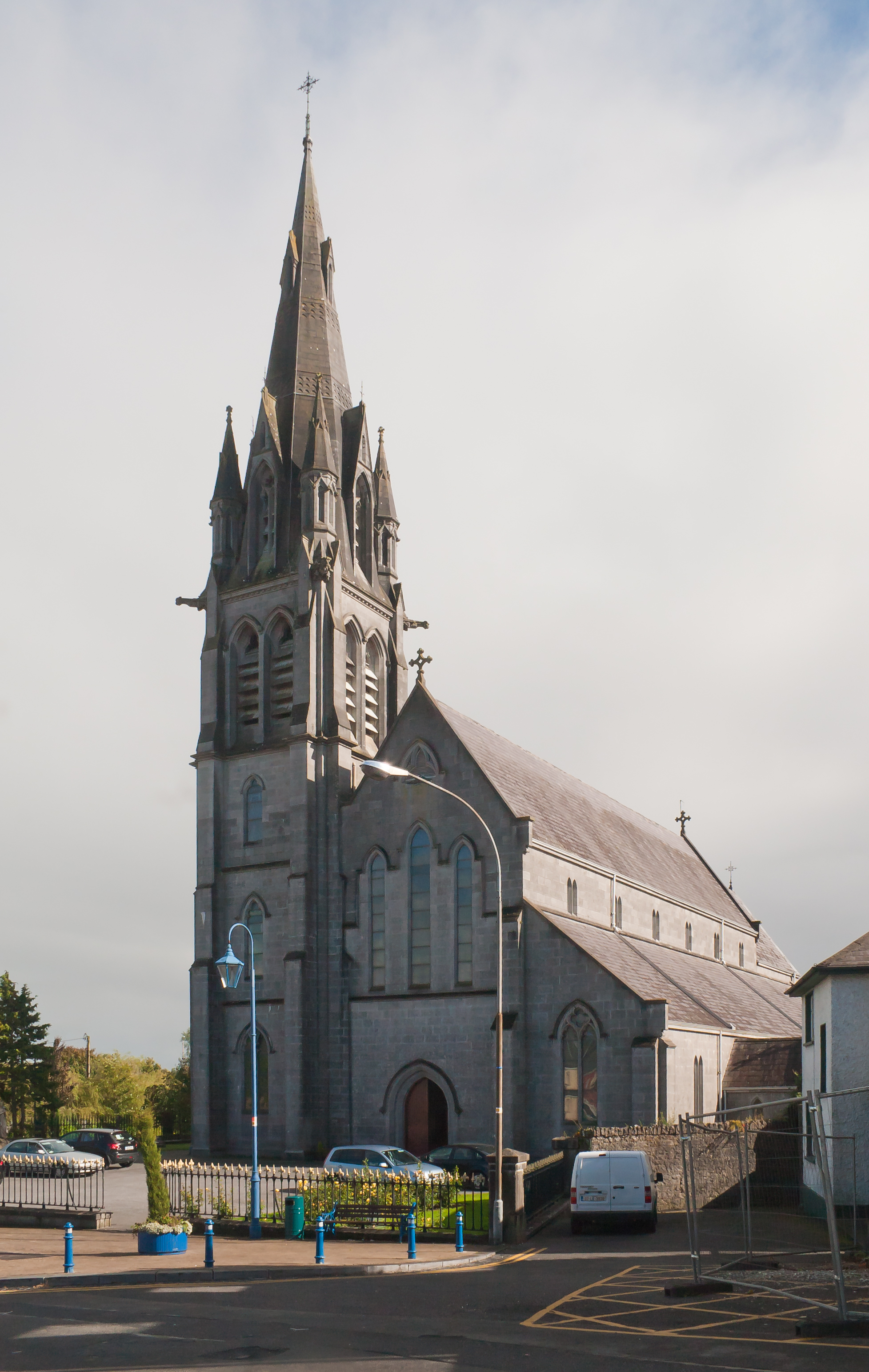
St. Michael's Church, en katolsk kyrka i Ballinasloe.

Ballinasloe (iriska: Béal Átha na Sluaighe) är en ort i den östra delen av grevskapet Galway på Irland. Orten ligger längs med motorvägen M6 och järnvägslinjen mellan Dublin och Galway går igenom Ballinasloe. Tätorten (settlement) Ballinasloe hade 6 662 invånare vid folkräkningen 2016.